# 医学物理士
医学物理士（いがくぶつりし、英語: Medical Physicist）とは、放射線を用いた医療が適切に実施されるよう、医学物理学の専門家としての観点から貢献する医療職である。
診断分野においては、医師と連携を取り、診断的有用性と安全性のバランスを保ち、診療放射線技師と協力し、診断装置および診断画像の品質管理・保証を実施する。また、放射線診断に関する医学物理学的研究開発を行う。
治療分野においては、医師と連携を取り、治療計画の最適化を行い、診療放射線技師および放射線治療品質管理士と協力し、治療装置の品質管理・保証を行う。また、放射線治療に関する医学物理学的研究開発を行う。さらに、患者体内での吸収線量に関する位置的精度と量的精度が臨床上必要な範囲に収まっていることを確認し、医師の処方通り治療が行われていることを担保する。。

## 歴史
本邦における医学物理士の認定は、1987年に日本医学放射線学会(JRS)が行った第１回医学物理学者認定試験での70名の認定に始まる。当初は理工系出身者が医学物理業務に携わるための資格認定で、2002年においても認定者は140名ほどであったが、放射線機器や技術が進歩して多くの医学物理業務が必要となってきたことより、2002年に医学物理士認定認定規約を改正し一定の条件を満たす診療放射線技師も資格取得可能となった。2004年の診療報酬の改定より高精度放射線治療の診療報酬請求において、専ら医学物理業務を行うものの関与が必要とされたことなども医学物理士の認知を後押しし、2008年の医学物理士認定者は499名と増加した。
認定事業の拡大を受け、2009年にJRSと日本医学物理学会(JSMP：2000年にJRSから分離)を財産の拠出者として医学物理士認定機構(JBMP)が設立され、現在までの資格認定を行なっている。2021年4月現在の医学物理士資格保有者は1336名である。

## 医学物理士認定試験と新規認定
医学物理士は、医学物理士認定試験に合格後，一定の条件を満たすことで認定される。認定の条件は、医学物理士認定制度規定による。
医学物理士認定試験　試験科目
| 基礎物理学   | 放射線物理学     | 統計学       | 保健物理学/放射線防護学 | 放射線診断物理学                  |
| 核医学物理学 | 放射線治療物理学 | 放射線計測学 | 医療・画像情報学        | 放射線関連法規および勧告/医療倫理 |
| 基礎医学     | 放射線診断学     | 核医学       | 放射線腫瘍学            | 放射線生物学                      |

## 業務内容
放射線治療分野における医学物理士業務としては、下記6項目が挙げられる。
1. 治療計画における線量分布の最適化および評価
2. 治療精度の検証、評価
3. 治療装置・関連機器の品質保証・管理(QA・QC)の計画、実施、評価
4. 治療装置・関連機器の受け入れ試験・コミッショニングの計画、実施、評価
5. 放射線治療の発展に貢献する研究開発
6. 医学物理学に関する教育